# 鵜沢尚信
鵜沢 尚信（うざわ なおのぶ、1895年（明治28年）8月10日 - 1980年（昭和55年）9月19日）は、日本の陸軍軍人。最終階級は陸軍中将。

## 経歴
本籍千葉県。鵜沢総司陸軍大佐の息子として東京市で生れる。開成中学、陸軍中央幼年学校予科、同校本科を経て、1916年（大正5年）5月、陸軍士官学校（28期）を卒業。同年12月、歩兵少尉に任官し近衛歩兵第4連隊付となる。1926年（大正15年）12月、陸軍大学校（38期）を優等で卒業し近衛歩兵第4連隊中隊長に就任。
1928年（昭和3年）3月、教育総監部付勤務となり、教育総監部課員を経て、1931年（昭和6年）5月から1933年（昭和8年）7月までドイツ駐在。1931年8月、歩兵少佐に昇進。1933年8月、近衛歩兵第2連隊大隊長となり、教育総監部課員に異動し、1935年（昭和10年）12月、歩兵中佐に進級。1937年（昭和12年）8月、第2軍参謀に転じ日中戦争に出征。1938年（昭和13年）7月、歩兵大佐に昇進し教育総監部第1課長となる。1940年（昭和15年）7月、歩兵第61連隊長に着任し宜昌作戦などに参加。1941年（昭和16年）10月、陸軍少将に進級、歩兵第130旅団長に就任し太平洋戦争を迎えた。
1942年（昭和17年）12月、第17独立守備隊長に発令され、1943年（昭和18年）3月、陸軍戸山学校長に就任。1944年（昭和19年）6月、香港占領地総督部参謀長に転じ、同年12月、第23軍参謀長を兼務。1945年（昭和20年）3月、陸軍中将に進み、翌月、第129師団長に就任。恵州、淡水の警備に当たり終戦を迎えた。1946年（昭和21年）5月に復員。1947年（昭和22年）11月28日、公職追放仮指定を受けた。
戦後、全日本銃剣道連盟会長、全国戦友会連合会会長を務めた。

## 著作
- 『鵜沢尚信私記』非売品、1988年。
- 『陸軍戸山学校略史』私家版、1969年。

## 親族
- 妻 鵜沢秀子（医師・志村棟作の娘、志村正三の妹）[1]

## 栄典
勲章
- 1944年（昭和19年）3月7日  - 勲二等瑞宝章[6]